# Gela Ketashvili
Gela Giorgis Dze Ketashvili (in georgiano გელა გიორგის ძე კეტაშვილი?; Tbilisi, 27 settembre 1965) è un ex calciatore sovietico e georgiano.
Con l'Unione Sovietica partecipò ai Giochi olimpici di Seul 1988 vincendo una medaglia d'oro e debuttò con la Nazionale maggiore il 10 maggio 1989 contro la Turchia in una partita valida per le qualificazioni al campionato del mondo 1990.
Dopo la disgregazione dell'Unione Sovietica giocò una partita con la Georgia.

## Palmarès

### Club
- Campionato georgiano: 1

Dinamo Tbilisi: 1990

### Nazionale
- Oro olimpico: 1

Seul 1988